# Liste der sierra-leonischen Grenzübergänge
Dies ist eine Liste der sierra-leonischen Grenzübergänge. Grenzüberschreitender Verkehr findet auf dem Landweg in die zwei Nachbarstaaten Sierra Leones, Guinea im Norden und Osten sowie Liberia im Südosten, statt. Sierra Leone verfügt über einen See- und einen Luftfahrtgrenzübergang.
Der Betrieb der Grenzposten unterliegt dem Sierra Leone Immigration Department (SLID).
Illegaler Grenzübertritt über die Grüne Grenze (sogenannte BCP, englisch Border Crossing Points, zu Deutsch etwa Grenzübertrittspunkte) ist für die Lokalbevölkerung üblich, weshalb es zentrale Zollbüros gibt und diese nur in wenigen Fällen an formellen Grenzübergängen zu finden sind.

## Grenzübergänge
| Grenzübergang                  | Nachbarland | Ort im Nachbarland | Art des Überganges                      | Besonderheit(en) | Koordinaten                     | Foto |
| ------------------------------ | ----------- | ------------------ | --------------------------------------- | ---------------- | ------------------------------- | ---- |
| Baidu                          | Liberia     | Mendekoma          | Straße                                  |                  | 8° 28′ 17,4″ N, 10° 16′ 36,8″ W |      |
| Bailu                          | Guinea      |                    | ?                                       |                  |                                 |      |
| Bendu                          | Guinea      |                    | ?                                       |                  |                                 |      |
| Dogolaya                       |             |                    | ?                                       |                  |                                 |      |
| Falaba                         | Guinea      |                    | ?                                       |                  |                                 |      |
| Faranah                        | Guinea      |                    | ?                                       |                  |                                 |      |
| Freetown International Airport |             |                    | Flughafen                               |                  | 8° 36′ 59,2″ N, 13° 11′ 43,8″ W |      |
| Gbalamuya (Kambia)             | Guinea      | Pamélap            | Straße                                  |                  | 9° 10′ 24,6″ N, 12° 57′ 34,2″ W |      |
| Jedenma (Gendema)              | Liberia     | Bo Waterside       | Straßenbrücke (Mano River Union Bridge) |                  | 7° 0′ 47,7″ N, 11° 22′ 35,3″ W  |      |
| Koindu (Yenga)                 | Guinea      | Nongoa             | Fähre                                   |                  | 8° 30′ 2,1″ N, 10° 19′ 53,6″ W  |      |
| Nyagbema                       | Guinea      | Fandou             | Fähre                                   |                  | 8° 40′ 15,1″ N, 10° 27′ 55,2″ W |      |
| Queen Elizabeth II Quay        |             |                    | Hafen                                   |                  | 8° 29′ 36,5″ N, 13° 12′ 47,3″ W |      |
| Sanya                          |             |                    | ?                                       |                  |                                 |      |
| Susan’s Bay                    |             |                    | ?                                       |                  |                                 |      |